# Grön oropendola
Grön oropendola (Psarocolius viridis) är en fågel i familjen trupialer inom ordningen tättingar.

## Utseende
Grön oropendola är en stor och kraftig trupial. Fjäderdräkten i grönt och kastanjebrun kan på håll och i vissa ljus verka mestadles svart. Noterbart är förutom storleken gul stjärt och i flykten djupa roende vingslag. Den skiljs från andra gröna oropendolor genom ljusgrön och röd näbb.

## Utbredning och systematik
Fågeln förekommer i Guyanaregionen, södra Venezuela, nordöstra Peru och Amazonområdet i Brasilien. Den behandlas som monotypisk, det vill säga att den inte delas in i några underarter.

## Levnadssätt
Grön oropendola hittas i trädtaket i regnskog, men kan också ses utmed floder, i byar och i skogssavann. Grupper rör sig ljudligt genom trädkronorna på jakt efter frukt och blommor. Ibland kan den ses i stora flockar på väg mellan födoplatser och nattkvist.

## Status
Arten har ett stort utbredningsområde och beståndet anses vara stabilt. Internationella naturvårdsunionen IUCN listar den därför som livskraftig (LC).